# Xã Coal Valley, Quận Rock Island, Illinois
Xã Coal Valley (tiếng Anh: Coal Valley Township) là một xã thuộc quận Rock Island, tiểu bang Illinois, Hoa Kỳ. Năm 2010, dân số của xã này là 4.408 người.